# Vaksdal (stacja kolejowa)
Vaksdal – stacja kolejowa w Vaksdal, w regionie Hordaland w Norwegii, jest oddalona od Oslo Sentralstasjon o 440,53 km. 

## Położenie
Należy do linii Bergensbanen. Leży na wysokości 16 m n.p.m. Obsługuje ruch do stacji Oslo Sentralstasjon, Bergen, Voss i Myrdal.

## Ruch pasażerski
Służy zarówno ruchowi dalekobieżnemu jak i podmiejskiemu i jest punktem przesiadkowym na kolei aglomeracyjnej w Bergen. W ciągu dnia odchodzi z niej ok. 10 pociągów. Dalekobieżne pociągi zatrzymują się nma innym torze niż pociągi systemu SKM.

## Obsługa pasażerów
Poczekalnia, parking, parking dla rowerów, ostój taksówek.